# 654 Zelinda
654 Zelinda је астероид главног астероидног појаса са пречником од приближно 127,40 .
Афел астероида је на удаљености од 2,829 астрономских јединица (АЈ) од Сунца, а перихел на 1,762 АЈ.
Ексцентрицитет орбите износи 0,232, инклинација (нагиб) орбите у односу на раван еклиптике 18,128 степени, а орбитални период износи 1270,728 дана (3,479 године).
Апсолутна магнитуда астероида је 8,52 а геометријски албедо 0,042.
Астероид је откривен 4. јануара 1908. године.